# Carlos José Ochoa
Carlos José Ochoa (Nirgau (Yaracuy), 14 december 1980) is een Venezolaans wielrenner. Ochoa begon zijn loopbaan in 2006 bij Team LPR. Sinds 2008 rijdt hij voor Serramenti PVC Diquigiovanni-Androni Giocattoli.

## Belangrijkste overwinningen
2005
- 1e etappe Vuelta a la Independencia Nacional

2008
- 4e etappe Ronde van San Luis
- 7e etappe Vuelta a la Independencia Nacional
- 8e etappe Deel B Vuelta a la Independencia Nacional
- Eindklassement Vuelta a la Independencia Nacional
- 5e etappe Ronde van Venezuela
- Eindklassement Ronde van Venezuela

2011
- 1e etappe Deel B Internationale Wielerweek (ploegentijdrit)

2013
- Eindklassement Ronde van Venezuela

## Resultaten in voornaamste wedstrijden
| Jaar | Ronde van Italië | Ronde van Frankrijk | Ronde van Spanje |
| ---- | ---------------- | ------------------- | ---------------- |
| 2008 | 61e              |                     |                  |
| 2009 | 30e              |                     |                  |
| 2010 | 52e              |                     |                  |
| 2011 | 65e              |                     |                  |
| 2012 | opgave           |                     |                  |
| 2013 |                  |                     |                  |
| 2014 |                  |                     |                  |

| Jaar | Ronde van Lombardije | Gent-Wevelgem |  | WK op de weg |
| ---- | -------------------- | ------------- |  | ------------ |
| 2008 |                      |               |  | 70e          |
| 2009 |                      |               |  | 75e          |
| 2010 |                      |               |  | opgave       |
| 2011 |                      |               |  | 127e         |
| 2012 | opgave               |               |  | 97e          |
| 2013 |                      |               |  | opgave       |
| 2014 |                      | opgave        |  | opgave       |

Aggiano ·
Bates ·
Beuchat ·
Borghi ·
Chalilov · 
Contrini ·  
De Paoli ·
Dietziker · 
Gavazzi ·
Iannetti ·
Konysjev · 
Maccanti ·
Marzoli · 
Maserati ·
Metloesjenko · 
Muraglia ·
Ochoa ·
Pieri ·   
Traficante ·
Valoti ·
Gatto (stagiair) · 
Page (stagiair)